# معاهدة إنشاء منطقة خالية من الأسلحة النووية في إفريقيا
معاهدة إنشاء منطقة خالية من الأسلحة النووية في أفريقيا تعرف كذلك باسم معاهدة بليندابا (سميت على اسم مركز الأبحاث النووية الرئيسي في جنوب إفريقيا، والذي تديره شركة الطاقة النووية في جنوب إفريقيا، وكان الموقع الذي تم فيه تطوير القنابل الذرية لجنوب إفريقيا في السبعينات)، أنشئت منطقة خالية من الأسلحة النووية في إفريقيا. تم التوقيع على المعاهدة في عام 1996 ودخلت حيز التنفيذ مع التصديق الثامن والعشرين في 15 يوليو 2009.